# Hipoepa
Hipoepa từng là một chi bướm đêm thuộc họ Erebidae, hiện tại được coi là đồng nghĩa của Polypogon